# Robinsonia mossi
Robinsonia mossi är en fjärilsart som beskrevs av Rothschild 1922. Robinsonia mossi ingår i släktet Robinsonia och familjen björnspinnare. Inga underarter finns listade.